# Lijst van moskeeën in Eritrea
Deze lijst omvat moskeeën in Eritrea.
| Naam                      | Afbeelding | Stad    | Inhuldiging | Stijl     | Opmerkingen                          |
| ------------------------- | ---------- | ------- | ----------- | --------- | ------------------------------------ |
| Grote Moskee van Asmara   |            | Asmara  | 1938        |           |                                      |
| Grote Moskee van Keren    |            | Keren   |             | Ottomaans |                                      |
| Moskee van de Metgezellen |            | Massawa | 7de eeuw    |           | Het is de oudste moskee van Eritrea. |
| Shaafi-moskee             |            | Massawa | 11de eeuw   |           |                                      |
| Sheikh Hanafi-moskee      |            | Massawa | 15de eeuw   |           |                                      |